# Europawahl in Spanien 1999
- EH: 1
- BNG: 1
- IU: 4
- CN–EP: 2
- PSOE: 24
- CE: 2
- CiU: 3
- PP: 27

Ergebnis nach Provinzen

Die Europawahl in Spanien 1999 fand am 13. Juni statt.

## Ergebnis
| Listen                          | Listen | Stimmen    | %    | Mandate | +/- |
| ------------------------------- | --- | ---------- | ---- | ------- | --- |
|                                 | Partido Popular | 8.410.790  | 39,7 | 27      | –1  |
|                                 | Partido Socialista Obrero Español – Progresistas | 7.476.549  | 35,3 | 24      | +2  |
|                                 | Izquierda Unida | 1.221.440  | 5,8  | 4       | –5  |
|                                 | Convergència i Unió - Convergència i Unió: Convergència Democràtica de Catalunya – Unió Democràtica de Catalunya: 849.803 Stimmen - Bloc Nacionalista Valencià: 54.589 Stimmen - Partit Socialista de Mallorca – Entesa Nacionalista: 33.295 Stimmen                      | 937.835    | 4,4  | 3       | ±0  |
|                                 | Coalición Europea - Coalición Canaria: 276.186 Stimmen - Partido Andalucista: 246.847 Stimmen - Unió Valenciana: 89.785 Stimmen - Partido Aragonés: 60.186 Stimmen - Wahlbündnis: 4.090 Stimmen                                                                           | 677.048    | 3,2  | 2       | +2  |
|                                 | Coalición Nacionalista – Europa de los Pueblos - Eusko Alderdi Jeltzalea-Partido Nacionalista Vasco – Eusko Alkartasuna: 409.830 Stimmen - Esquerra Republicana de Catalunya – Els Verds: 177.431 Stimmen - Unió Mallorquina: 20.155 Stimmen - Wahlbündnis: 6.552 Stimmen | 613.978    | 2,9  | 2       | ±0  |
|                                 | Bloque Nacionalista Galego | 349.079    | 1,6  | 1       | +1  |
|                                 | Euskal Herritarrok | 306.920    | 1,5  | 1       | +1  |
|                                 | Los Verdes – Las Izquierdas de los Pueblos - Iniciativa per Catalunya Verds: 156.471 Stimmen - Confederación de Los Verdes: 81.012 Stimmen - Chunta Aragonesista: 44.494 Stimmen - Los Verdes – Izquierda Andaluza: 14.977 Stimmen - Esquerda de Galicia: 3.920 Stimmen   | 300.855    | 1,4  | –       | ±0  |
|                                 | Los Verdes – Grupo Verde | 138.821    | 0,7  | –       | ±0  |
|                                 | Centro Democrático y Social | 38.904     | 0,2  | –       | ±0  |
|                                 | Unión del Pueblo Leonés | 33.602     | 0,2  | –       | Neu |
|                                 | Confederación de Organizaciones Feministas | 28.900     | 0,1  | –       | Neu |
|                                 | Partido Comunista de los Pueblos de España | 26.174     | 0,1  | –       | ±0  |
|                                 | Unión Renovadora Asturiana | 22.400     | 0,1  | –       | Neu |
|                                 | Sonstige < 0,1 % | 223.974    | 1,1  | –       | ±0  |
| Votos en blanco                 | Votos en blanco | 357.567    | 1,7  | –       | –   |
| Gesamt                          | Gesamt | 21.164.836 | 100  | 64      | –   |
|                                 | |            |      |         |     |
| Ungültige Stimmen               | Ungültige Stimmen | 169.289    | 0,8  |         |     |
| Wähler                          | Wähler | 21.334.125 | 63,0 |         |     |
| Wahlberechtigte                 | Wahlberechtigte | 33.841.211 |      |         |     |
|                                 | |            |      |         |     |
| Quelle: Junta electoral central | |            |      |         |     |

## Fraktionen im Europäischen Parlament
| Liste/Partei                   | Liste/Partei               | Liste/Partei                              | Liste/Partei                                       | Mandate | Fraktion |
| ------------------------------ | -------------------------- | ----------------------------------------- | -------------------------------------------------- | ------- | -------- |
|                                | Partido Popular            | Partido Popular                           | Partido Popular                                    | 27 / 64 | EVP-ED   |
|                                | PSOE – Progresistas        |                                           | Partido Socialista Obrero Español                  | 22 / 64 | SPE      |
|                                | PSOE – Progresistas        | Partido Democrático de la Nueva Izquierda | 2 / 64                                             | SPE     |          |
|                                | Izquierda Unida            | Izquierda Unida                           | Izquierda Unida                                    | 4 / 64  | GUE/NGL  |
|                                | Convergència i Unió        |                                           | Convergència Democràtica de Catalunya              | 2 / 64  | ELDR     |
|                                | Convergència i Unió        | Unió Democràtica de Catalunya             | 1 / 64                                             | EVP-ED  |          |
|                                | Coalición Europea          |                                           | Coalición Canaria                                  | 1 / 64  | ELDR     |
|                                | Coalición Europea          | Partido Andalucista                       | 1 / 64                                             | G/EFA   |          |
|                                | Coalición Nacionalista     |                                           | Eusko Alderdi Jeltzalea-Partido Nacionalista Vasco | 1 / 64  | G/EFA    |
|                                | Coalición Nacionalista     | Eusko Alkartasuna                         | 1 / 64                                             | G/EFA   |          |
|                                | Bloque Nacionalista Galego | Bloque Nacionalista Galego                | Bloque Nacionalista Galego                         | 1 / 64  | G/EFA    |
|                                | Euskal Herritarrok         | Euskal Herritarrok                        | Euskal Herritarrok                                 | 1 / 64  | NI       |
|                                |                            |                                           |                                                    |         |          |
| Quelle: Europäisches Parlament |                            |                                           |                                                    |         |          |